# Erigeron acer
Espèce
Synonymes
- Aster erigeron E.H.L.Krause[2] [3]
- Aster glabratus (Hoppe & Hornsch.) E.H.L.Krause[2] [3]
- Erigeron acer var. pseudoelongatus (Rouy) O.Bolòs & Vigo[3]
- Erigeron acris L. (préféré par BioLib)[4]
- Erigeron alpinus subsp. glabratus (Bluff & Fingerh.) Briq.[3]
- Erigeron alpinus subsp. polymorphus Wilczek & Schinz[3]
- Erigeron alpinus Lam.[3]
- Erigeron alpinus Ledeb.[3]
- Erigeron angustatus Nyman[3]
- Erigeron elongatus Moench[2] [3]
- Erigeron glaberrimus Scheele ex Nyman[2] [3]
- Erigeron glabratus var. occidentalis (Vierh.) O.Bolòs & Vigo[3]
- Erigeron glabratus Hook.[3]
- Erigeron glabratus Hoppe & Hornsch. ex Bluff & Fingerh.[3]
- Erigeron muelleri Lund ex Nyman[2] [3]
- Erigeron myosotis subsp. polymorphoides Vierh.[3]
- Erigeron paniculatus Meig. & Wenig.[2] [3]
- Erigeron polymorphus subsp. graecus Vierh.[3]
- Erigeron polymorphus subsp. montenegrinus Vierh.[3]
- Erigeron polymorphus subsp. occidentalis Vierh.[3]
- Erigeron pseudoacris Schur[3]
- Erigeron scaber Willd. ex Spreng.[2] [3]
- Erigeron umbellatus Gilib.[2] [3]
- Erigeron uniflorus subsp. glabratus (Bluff & Fingerh.) Ces.[3]
- Erigeron villarsii Willd.[2] [3]
- Erigeron vulgaris Scheele ex Nyman[3]

Statut de conservation UICN

 LC  : Préoccupation mineure
La Vergerette âcre, Erigeron acer, est une plante herbacée de la famille des Astéracées.

## Statuts de protection, menaces
L'espèce n'est pas évaluée au niveau mondial ou européen. En France elle est classée comme non préoccupante. Elle est considérée quasi menacée (NT), proche du seuil des espèces menacées ou qui pourrait être menacée si des mesures de conservation spécifiques n'étaient pas prises, dans les régions Pays-de-la-Loire et Haute-Normandie ; en danger (EN) en Limousin.

## Liste des sous-espèces, variétés et formes
Selon Tropicos (30 août 2021):
- Erigeron acer var. manshuricus Kom.

Selon World Register of Marine Species (30 août 2021) :
- Erigeron acer subsp. acer
- Erigeron acer subsp. arctophilus (Rech.f.) Rech.f.
- Erigeron acer subsp. asadbarensis (Vierh.) Rech.f.
- Erigeron acer subsp. lalehzaricus Rech.f.
- Erigeron acer subsp. macrophyllus (Herbich) Soó
- Erigeron acer subsp. manshuricus (Kom.) Vorosch.
- Erigeron acer subsp. phaeocephalus Rech.f.
- Erigeron acer subsp. staintonii Rech.f.
- Erigeron acer var. acer
- Erigeron acer var. amplifolius Kitam.
- Erigeron acer var. debilis A.Gray
- Erigeron acer var. glabratus (Hoppe) Hook.
- Erigeron acer var. khasiana (C.B.Clarke) Hajra
- Erigeron acer var. khasianus (Hook.f.) Hajra
- Erigeron acer var. linearifolius (Koidz.) Kitam.
- Erigeron acer var. multicaulis (Wall. ex DC.) C.B.Clarke
- Erigeron acer var. oligocephalus Fernald & Wiegand
- Erigeron acer f. pseudoelongatus Rouy